# Polo under sommer-OL 1924
Polo under sommer-OL 1924. Polo var med på OL-programmet for fjerde gang i 1924 i Paris. Fem hold deltog og den turneringen som en serie, hvor alle mødte alle. Argentina vandt alle sine fire kampe og blev olympiske mestre. 

## Medaljer
| Polo OL 1924 Paris | Polo OL 1924 Paris | Polo OL 1924 Paris | Polo OL 1924 Paris | Polo OL 1924 Paris | Polo OL 1924 Paris |
| ------------------ | ------------------ | ------------------ | ------------------ | ------------------ | ------------------ |
| Nr.                | Land               | Guld               | Sølv               | Bronze             | Totalt             |
| 1.                 | Argentina          | 1                  | 0                  | 0                  | 1                  |
| 2.                 | USA                | 0                  | 1                  | 0                  | 1                  |
| 3.                 | Storbritannien     | 0                  | 0                  | 1                  | 1                  |
| Totalt             | Totalt             | 1                  | 1                  | 1                  | 3                  |

## Kampe
| Dato     | Polo OL 1924 Paris         | Resultat |
| -------- | -------------------------- | -------- |
| 28. juni | USA - Frankrig             | 13 - 1   |
| 1. juli  | USA - Spanien              | 15 – 2   |
| 3. juli  | USA - Storbritannien       | 10 – 2   |
| 4. juli  | Argentina - Spanien        | 16 - 2   |
| 5. juli  | Storbritannien - Frankrig  | 16 – 2   |
| 6. juli  | Argentina - USA            | 6 - 5    |
| 7. juli  | Storbritannien - Spanien   | 10 - 3   |
| 9. juli  | Argentina - Storbritannien | 9 - 5    |
| 10. juli | Spanien - Frankrig         | 15 - 1   |
| 12. juli | Argentina - Frankrig       | 15 - 2   |

## Medaljevindere
| Plads | Land | Spiller                                                              |
| ----- | ---- | -------------------------------------------------------------------- |
| 1.    | ARG  | Arturo Kenny Juan Miles Guillermo Naylor Juan Nelson Enrique Padilla |
| 2.    | USA  | Elmer Boeseke Tommy Hitchcock Frederick Roe Rodman Wannamaker        |
| 3.    | GBR  | Frederick Barrett Dennis Bingham Frederick Guest Percival Wise       |